# チャド・スミス (1989年生の投手)
チャド・デニス・スミス（Chad Dennis Smith, 1989年10月2日 - ）は、アメリカ合衆国カリフォルニア州ベンチュラ郡サウザンドオークス出身の元プロ野球選手（投手）。右投右打。

## 経歴

### プロ入りとタイガース時代
2011年4月にトミー・ジョン手術を行ったが、6月にMLBドラフト17巡目（全体527位）でデトロイト・タイガースから指名され、8月4日に契約。この年は手術の影響でプレーすることはなかった。
2012年、ルーキー級ガルフ・コーストリーグ・タイガースでプロデビュー。この年はA-級A-級コネチカット・タイガースとA級ウェストミシガン・ホワイトキャップスでもプレーした。A級ウェストミシガンでは8試合（先発5試合）に登板して0勝2敗、防御率4.38、17奪三振を記録した。
2013年はA級ウェストミシガンでプレーし、43試合に登板して5勝4敗1セーブ、防御率2.12、73奪三振を記録した。
2014年はAA級エリー・シーウルブズで開幕を迎え、5月にAAA級トレド・マッドヘンズへ昇格した。6月18日にタイガースとメジャー契約を結んでアクティブ・ロースター入りし、6月22日のクリーブランド・インディアンス戦でメジャーデビュー。9点リードの9回裏から登板したが、1回を投げ4安打3失点のほろ苦いデビューとなった。10試合に登板したが、防御率5.40と結果を残せず、7月19日にAAA級トレドへ降格した。
2015年2月24日にDFAとなった。

### アスレチックス時代
2015年2月26日にウェイバー公示を経てオークランド・アスレチックスへ移籍した。開幕を傘下のAAA級ナッシュビル・サウンズで迎えた後、5月3日に昇格。だが、2試合で防御率33.75と振るわず、7日にDFAとなった。

### エンゼルス傘下時代
2015年5月8日に金銭トレードでロサンゼルス・エンゼルス・オブ・アナハイムへ移籍したが、5月27日にカーク・ニューエンハイスの獲得に伴い、DFAとなった。

### マーリンズ傘下時代
2015年5月29日にウェイバー公示を経てマイアミ・マーリンズへ移籍した。25人ロースターからは外れ、傘下のAAA級ニューオーリンズ・ゼファーズに所属した。

### レンジャーズ傘下時代
2015年8月19日にテキサス・レンジャーズとマイナー契約を結んだ。加入後は傘下のAAA級ラウンドロック・エクスプレスに所属した。オフの11月4日にFAとなったが、12月15日にマイナー契約で再契約を結んだ。
2016年6月6日に自由契約となった。

## 詳細情報

### 年度別投手成績
| 年 度    | 球 団    | 登 板 | 先 発 | 完 投 | 完 封 | 無 四 球 | 勝 利 | 敗 戦 | セ 丨 ブ | ホ 丨 ル ド | 勝 率 | 打 者 | 投 球 回 | 被 安 打 | 被 本 塁 打 | 与 四 球 | 敬 遠 | 与 死 球 | 奪 三 振 | 暴 投 | ボ 丨 ク | 失 点 | 自 責 点 | 防 御 率 | W H I P |
| -------- | -------- | ----- | ----- | ----- | ----- | -------- | ----- | ----- | -------- | ----------- | ----- | ----- | -------- | -------- | ----------- | -------- | ----- | -------- | -------- | ----- | -------- | ----- | -------- | -------- | ------- |
| 2014     | DET      | 10    | 0     | 0     | 0     | 0        | 0     | 0     | 0        | 0           | ----  | 50    | 11.2     | 15       | 1           | 3        | 0     | 0        | 9        | 0     | 0        | 7     | 7        | 5.40     | 1.54    |
| 2015     | OAK      | 2     | 0     | 0     | 0     | 0        | 0     | 0     | 0        | 0           | ----  | 13    | 1.1      | 5        | 0           | 3        | 0     | 1        | 2        | 1     | 0        | 5     | 5        | 33.75    | 6.00    |
| MLB：2年 | MLB：2年 | 12    | 0     | 0     | 0     | 0        | 0     | 0     | 0        | 0           | ----  | 63    | 13.0     | 20       | 1           | 6        | 0     | 1        | 11       | 1     | 0        | 12    | 12       | 8.31     | 2.00    |

### 背番号
- 55（2014年）
- 63（2015年）